# Onychoteuthis mollis
Onychoteuthis mollis is een inktvissensoort uit de familie van de Onychoteuthidae. De wetenschappelijke naam van de soort is voor het eerst geldig gepubliceerd in 1891 door Appellöf.